# Grand Prix Kanady 2001
Grand Prix Kanady 2001 ( XXXIX. Grand Prix du Canada) sedmý závod 52. ročníku mistrovství světa jezdců Formule 1 a 43. ročníku poháru konstruktérů, historicky již 671. grand prix, se uskutečnila na okruhu Circuit Gilles Villeneuve v Montréalu.

## Výsledky

### Kvalifikace
| Pořadí | Číslo | Pilot                | Konstruktér        | Čas      | Odstup |
| ------ | ----- | -------------------- | ------------------ | -------- | ------ |
| 1      | 1     | Michael Schumacher   | Ferrari            | 1:15.782 |        |
| 2      | 5     | Ralf Schumacher      | Williams - BMW     | 1:16.297 | +0.515 |
| 3      | 4     | David Coulthard      | McLaren - Mercedes | 1:16.423 | +0.641 |
| 4      | 12    | Jarno Trulli         | Jordan - Honda     | 1:16.459 | +0.877 |
| 5      | 2     | Rubens Barrichello   | Ferrari            | 1:16.760 | +0.978 |
| 6      | 9     | Olivier Panis        | BAR - Honda        | 1:16.771 | +0.989 |
| 7      | 17    | Kimi Räikkönen       | Sauber - Petronas  | 1:16.875 | +1.093 |
| 8      | 3     | Mika Häkkinen        | McLaren - Mercedes | 1:16.979 | +1.197 |
| 9      | 10    | Jacques Villeneuve   | BAR - Honda        | 1:17.035 | +1.253 |
| 10     | 6     | Juan Pablo Montoya   | Williams - BMW     | 1:17.123 | +1.341 |
| 11     | 16    | Nick Heidfeld        | Sauber - Petronas  | 1:17.165 | +1.383 |
| 12     | 11    | Ricardo Zonta        | Jordan - Honda     | 1:17.328 | +1.546 |
| 13     | 14    | Jos Verstappen       | Arrows - Asiatech  | 1:17.903 | +2.121 |
| 14     | 19    | Pedro de la Rosa     | Jaguar - Ford      | 1:18.015 | +2.233 |
| 15     | 18    | Eddie Irvine         | Jaguar - Ford      | 1:18.016 | +2.234 |
| 16     | 22    | Jean Alesi           | Prost - Acer       | 1:18.178 | +2.396 |
| 17     | 15    | Enrique Bernoldi     | Arrows - Asiatech  | 1:18.575 | +2.793 |
| 18     | 7     | Giancarlo Fisichella | Benetton - Renault | 1:18.622 | +2.840 |
| 19     | 23    | Luciano Burti        | Prost - Acer       | 1:18.753 | +2.971 |
| 20     | 8     | Jenson Button        | Benetton - Renault | 1:19.033 | +3.251 |
| 21     | 20    | Tarso Marques        | Minardi - European | 1:20.690 | +4.908 |
| 22     | 21    | Fernando Alonso      | Minardi - European | bez času |        |

### Závod
| Pořadí | Číslo | Jezdec               | Konstruktér      | Kola | Čas/odstoupení | Start | Body |
| ------ | ----- | -------------------- | ---------------- | ---- | -------------- | ----- | ---- |
| 1      | 5     | Ralf Schumacher      | Williams-BMW     | 69   | 1:34:31.522    | 2     | 10   |
| 2      | 1     | Michael Schumacher   | Ferrari          | 69   | +20.235        | 1     | 6    |
| 3      | 3     | Mika Häkkinen        | McLaren-Mercedes | 69   | +40.672        | 8     | 4    |
| 4      | 17    | Kimi Räikkönen       | Sauber-Petronas  | 69   | +1:08.116      | 7     | 3    |
| 5      | 22    | Jean Alesi           | Prost-Acer       | 69   | +1:10.435      | 16    | 2    |
| 6      | 19    | Pedro de la Rosa     | Jaguar-Cosworth  | 68   | +1 kolo        | 14    | 1    |
| 7      | 11    | Ricardo Zonta        | Jordan-Honda     | 68   | +1 kolo        | 12    |      |
| 8      | 23    | Luciano Burti        | Prost-Acer       | 68   | +1 kolo        | 19    |      |
| 9      | 20    | Tarso Marques        | Minardi-European | 66   | +3 kola        | 21    |      |
| 10     | 14    | Jos Verstappen       | Arrows-Asiatech  | 65   | Brzdy          | 13    |      |
| 11     | 12    | Jarno Trulli         | Jordan-Honda     | 63   | Brzdy          | 4     |      |
| Ret    | 4     | David Coulthard      | McLaren-Mercedes | 54   | Motor          | 3     |      |
| Ret    | 9     | Olivier Panis        | BAR-Honda        | 38   | Brzdy          | 6     |      |
| Ret    | 10    | Jacques Villeneuve   | BAR-Honda        | 34   | Hnací hřídel   | 9     |      |
| Ret    | 15    | Enrique Bernoldi     | Arrows-Asiatech  | 24   | Motor          | 17    |      |
| Ret    | 6     | Juan Pablo Montoya   | Williams-BMW     | 19   | Nehoda         | 10    |      |
| Ret    | 2     | Rubens Barrichello   | Ferrari          | 19   | Vyjetí z tratě | 5     |      |
| Ret    | 8     | Jenson Button        | Benetton-Renault | 17   | Únik oleje     | 20    |      |
| Ret    | 21    | Fernando Alonso      | Minardi-European | 7    | Převody        | 22    |      |
| Ret    | 16    | Nick Heidfeld        | Sauber-Petronas  | 1    | Kolize         | 11    |      |
| Ret    | 18    | Eddie Irvine         | Jaguar-Cosworth  | 1    | Kolize         | 15    |      |
| Ret    | 7     | Giancarlo Fisichella | Benetton-Renault | 0    | Kolize         | 18    |      |

## Průběžné pořadí šampionátu
Pohár jezdců
| Pořadí | Jezdec             | Body |
| ------ | ------------------ | ---- |
| 1      | Michael Schumacher | 58   |
| 2      | David Coulthard    | 40   |
| 3      | Rubens Barrichello | 24   |
| 4      | Ralf Schumacher    | 22   |
| 5      | Mika Häkkinen      | 8    |

Pohár konstruktérů
| Pořadí | Konstruktér      | Body |
| ------ | ---------------- | ---- |
| 1      | Ferrari          | 82   |
| 2      | McLaren-Mercedes | 48   |
| 3      | Williams-BMW     | 28   |
| 4      | Sauber-Petronas  | 15   |
| 5      | Jordan-Honda     | 13   |